# Argentijns vingergras
Argentijns vingergras (Digitaria aequiglumis) is een  eenjarige plant, die behoort tot de grassenfamilie (Gramineae of Poaceae). Argentijns vingergras komt van nature voor in Zuid-Amerika en is van daaruit ingeburgerd in West-Europa, Australië en Nieuw-Zeeland.

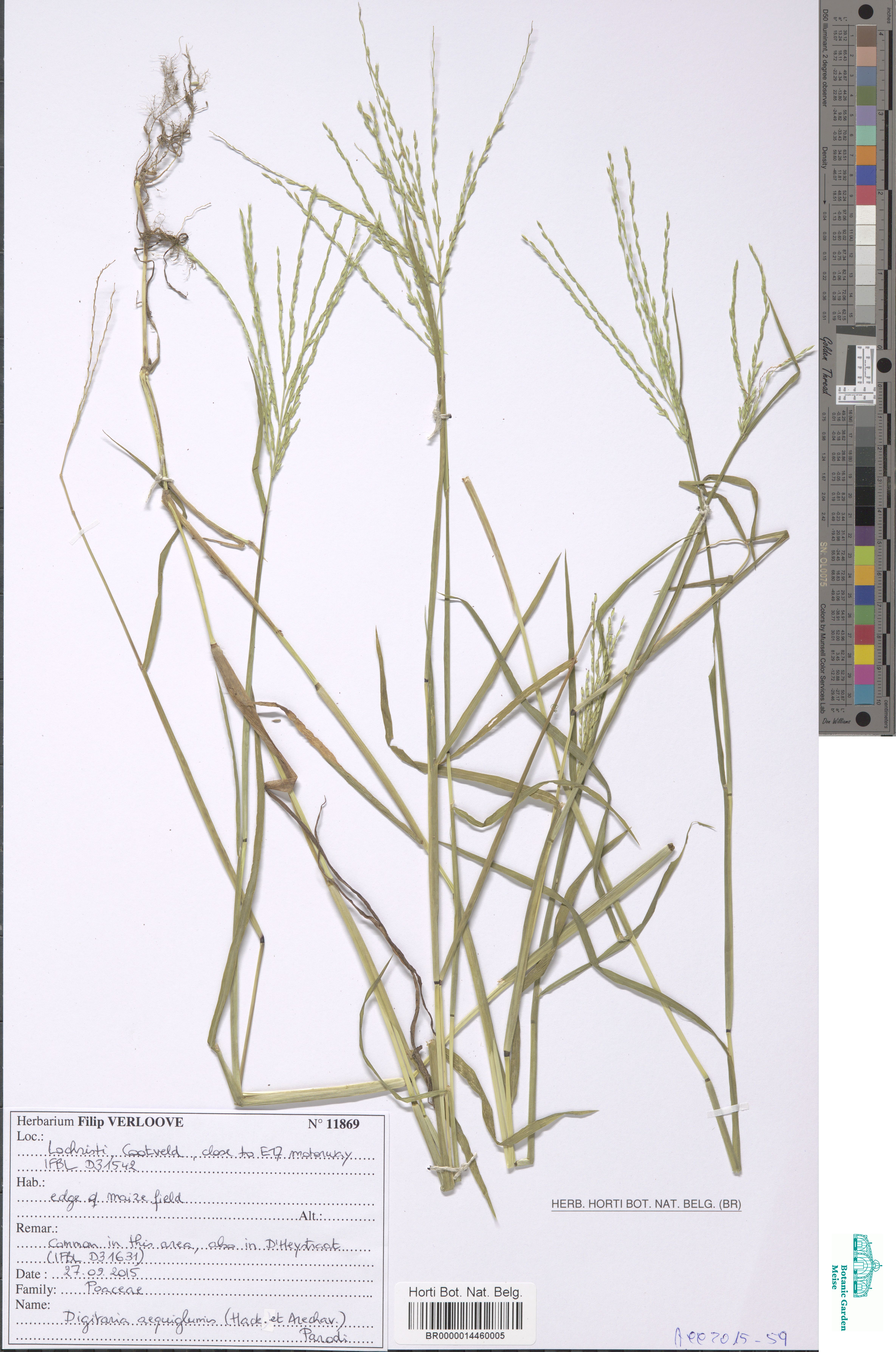
Herbariumexemplaar. Vindplaats België

De plant wordt 20-50 cm hoog en vormt stolonen. De 20-50 cm lange stengels staan rechtop, zijn opstijgend of liggen op de grond. De  2,5-11,5 cm lange en 2-5 mm brede bladeren hebben een gladde rand. De bladschede is niet behaard. Het behaarde tongetje is 1-2 mm lang.
Argentijns vingergras bloeit van juli tot in oktober. De bloeiwijze bestaat uit 3-6, 5-9 cm lange schijnaren, die aan de top van de stengel staan ingeplant. De lancetvormige aartjes staan in paren. Het ene aartje heeft een zeer korte steel en het andere heeft een 0,3-0,5 mm lang steeltje. Het rechtopstaande aartje is 3-3,7 mm lang en kaal of heeft korte haren. Het bovenste, 3-3,7 mm lange, elliptische kelkkafje is vliezig en heeft 5-7 nerven. Het onderste kroonkafje is 2,5-3,5 mm lang en is niet gekield. De vruchtbare aartjes hebben twee bloemen, waarvan de onderste steriel is.
De vrucht is een graanvrucht.
De soort komt in Vlaanderen voor op zand en lemig zand aan de rand van maisvelden, in bermen en langs spoorwegen. 